# Dendrocopos leucotos
Il picchio dorsobianco (Dendrocopos leucotos (Bechstein, 1802)), è un uccello della famiglia dei Picidae.

## Distribuzione e habitat
È possibile osservare il picchio dorsobianco in Eurasia, in Italia, nidifica nei boschi di latifoglie dell'Abruzzo e del Gargano.

## Biologia

### Riproduzione

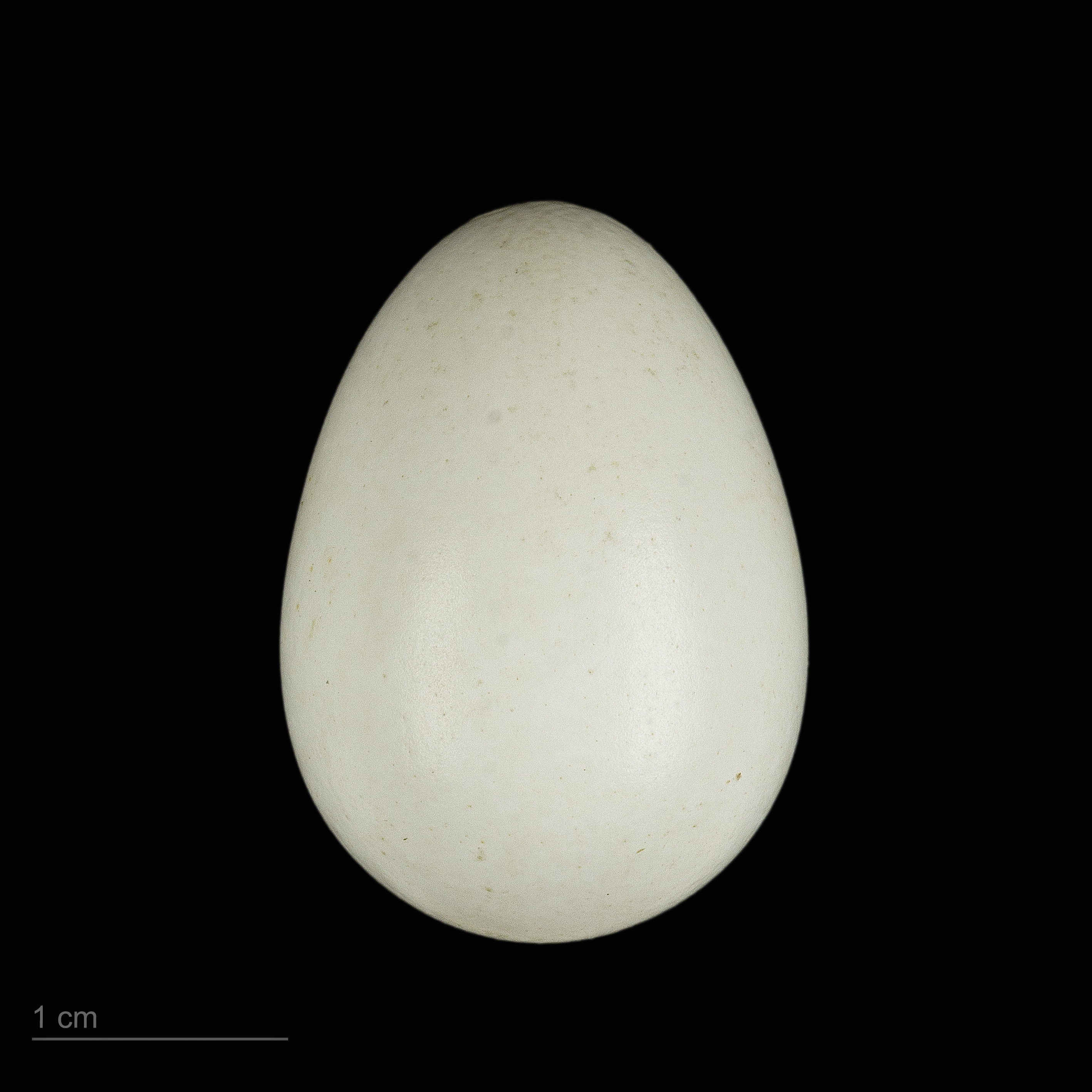
Uovo di Dendrocopos leucotos leucotos - Museo di Tolosa

Nidifica in primavera inoltrata.